# Свази
Свази или Свати (siSwati ) е език от групата Банту, говорен от около 1 670 000 души в Есватини и ЮАР.